# Paul Nyman
Paul Mauritz Nyman (Viburgo, 3 de março de 1929 — Tampere, 25 de novembro de 2020) foi um ciclista olímpico finlandês, natural da Rússia. Representou a Finlândia nos Jogos Olímpicos de Verão de 1952, 1956 e 1960.